# Enterosora bishopii
Enterosora bishopii är en stensöteväxtart som beskrevs av A. Rojas. Enterosora bishopii ingår i släktet Enterosora och familjen Polypodiaceae. Inga underarter finns listade.